# Katun (miasto Vranje)
Katun (cyr. Катун) – wieś w Serbii, w okręgu pczyńskim, w mieście Vranje. W 2011 roku liczyła 404 mieszkańców.